# Karl Ferdinand Braun
Karl Ferdinand Braun (Fulda, Hessen, 6 de juny de 1850 - Nova York, 20 d'abril de 1918) fou un professor universitari, físic i inventor alemany premiat amb el Premi Nobel de Física l'any 1909.

## Joventut
Nascut el 1850 a la població alemanya de Fulda, va estudiar a la Universitat de Marburg i es va doctorar en física el 1872 per la Universitat de Berlín. Va ser professor a les universitats de Marburg, Estrasburg, Karlsruhe i Tubinga, i arribà a ser director de l'Institut de Física de la Universitat d'Estrasburg el 1895.

## Recerca científica
El 1874, Braun va observar que certs cristalls semiconductors actuaven com a rectificadors, convertint el corrent altern en corrent continu, permetent el pas del corrent en una sola direcció. A causa d'aquest descobriment, va inventar el primer receptor de ràdio a la fi del segle xix.
El 1897, va desenvolupar el primer tub de raigs catòdics, element determinant per al desenvolupament del sistema per a fer possible el televisor, i posteriorment el primer oscil·loscopi, de manera que el flux d'electrons del tub es dirigís cap a una pantalla fluorescent per mitjà de camps magnètics generats pel corrent altern. Des de 1898, també va treballar en la telegrafia sense fils, i inventà el rectificador de cristall. Guglielmo Marconi, denominat l'inventor de la ràdio, va admetre posteriorment haver "manllevat" la patent de Braun.
El 1909 va rebre el Premi Nobel de Física, juntament amb Marconi, per les seves contribucions al desenvolupament de la telegrafia sense fils i especialment per les millores tècniques introduïdes en el sistema de transmissió (circuits ressonants magnèticament acoblats).
Braun es traslladà als Estats Units al començament de la Primera Guerra Mundial per ajudar a defensar l'estació alemanya de telegrafia sense fils de Sayville dels atacs la British Marconi Corporation. Va morir el 1918 a la seva residència del barri de Brooklyn a la ciutat nord-americana de Nova York.